# Sirusho
Siranuš Harutjunyan (arménsky Սիրանուշ Հարությունյան; * 7. ledna 1987 Jerevan), lépe známá jako Sirusho (arménsky Սիրուշո), je arménská popová zpěvačka.
Svou hudební kariéru odstartovala v době, kdy žila v arménské diaspoře v Kanadě. Ve věku devíti let získala ocenění na arménských hudebních cenách za píseň „Lusabats“. Debutové studiové album vydala v roce 2000 a v roce 2005 jej následovalo album Šeram. Ve stejném roce získala ceny za Budoucnost arménské hudby, Nejlepší album a Nejlepší umělkyně na prvních cenách Armenian National Music Awards.
Sirusho dosáhla mezinárodního uznání poté, co reprezentovala Arménii na Eurovision Song Contest 2008 v Bělehradě. Její píseň se umístila ve finále jako čtvrtá a stala se hitem v Evropě. Za mezinárodní úspěchy ji BBC charakterizovala jako „národní poklad“ Arménie.
V roce 2017 byla Sirusho na základě výnosu prezidenta Arménie Serže Sargsjana oceněna titulem Zasloužilý umělec Arménské republiky (Honored Artist of Armenia). Její hudební styl propojuje tradiční arménské melodie s moderní hudbou.
V roce 2022 se Sirusho podílela na založení nadace pojmenované po arménském zpěvákovi a skladateli Haykovi (Hayk Hakobyan, 1973–2021), který zemřel poté, co se nakazil covidem-19. Účelem Nadace Hayko Haemkobyan je zachránit a propagovat Haykovo hudební dílo. V srpnu 2022 se Sirusho zúčastnila koncertu k zpěvákovým 49. narozeninám.

## Diskografie

### Alba
- 2000: Sirusho
- 2005: Sheram
- 2007: Hima
- 2010: Havatum Em
- 2016: Armat